# Средневековый иврит
Средневеко́вый иври́т (ивр. עברית של ימי הביניים‎) — историческая форма иврита, существовавшая в период IV—XIX веков. Использовался в основном в письменной форме раввинами, учёными и поэтами. Средневековый иврит обладал многими чертами, отличавшими его от старых форм иврита (библейского и мишнаитского). Отличия имелись в грамматике, синтаксисе, структуре предложений, а также лексике, в состав языка вошёл широкий спектр новых элементов, которые были либо основаны на более старых формах, либо заимствованы из других языков, прежде всего арамейского, греческого и латинского.

## История
Во время золотого века евреев в Испании (примерно VIII—XI века) еврейскими грамматиками была проделана большая работа по объяснению грамматики и лексики библейского иврита. Среди наиболее известных грамматиков того периода были Абульвалид Мерван ибн-Джанах (ок. 990—1055), известный также как рабби Маринус, автор первого исчерпывающего труда по еврейской лексикографии и грамматике — Kitab al-Tankich («Книга исследования») и Иуда бен-Давид Хайюдж (ок. 945—1000), приложивший к ивриту принципы арабской грамматики и выработавший новые термины, которые вошли в обиход и были приняты всеми еврейскими грамматиками. Среди еврейских поэтов этого периода были известны Дунаш бен Лабрат (920—990), основатель старой метрики в древнееврейской поэзии (по арабскому образцу), Шломо ибн Габироль (ок. 1021—1058), Иехуда Галеви (ок. 1075—1141), поэт и учёный Авраам ибн Эзра (1089—1164) и Моше ибн Эзра (ок. 1055—1135), которые создали ряд новых жанров еврейской литургической поэзии — пиют. Усовершенствованный в Испании иврит позже использовался итальянскими еврейскими поэтами. Необходимость отражать в своих трудах научные и философские концепции древнегреческих и средневековых арабских авторов побудила еврейских грамматиков заимствовать терминологию, а подчас и грамматику из этих языков или создавать эквивалентные термины с использованием корней из иврита, что привело к возникновению особого стиля философского иврита. Большой вклад в создание средневекового иврита внесла знаменитая семья еврейских переводчиков из Южной Франции Ибн-Тиббон, особенно врач и философ Самуил ибн-Тиббон (1150—1230). Значительное влияние на формирование средневекового иврита оказал Маймонид (1138—1204), выдающийся философ и богослов-талмудист, который разработал простой стиль, основанный на мишнаитском иврите, для использования в первом полном кодексе еврейского закона Мишне Тора.
К концу XII — началу XIII веков культурный центр средиземноморского еврейства стал смещаться из Испании в другие европейские страны. Письменный иврит, использовавшийся в северной Испании, на юге Франции и в Италии, всё больше подвергался влиянию латыни, особенно в философских сочинениях, а также различных местных языков (провансальский, итальянский). Появлялись словари иврита, одним из первых был словарь Моисея бен Шломо из Салерно (умер в конце XIII века). В этом словаре разъяснялся ряд терминов из комментария бен Шломо к основному философскому труду Маймонида «Путеводитель растерянных». Кроме того, эти комментарии Моисея из Салерно к труду Маймонида также содержат переводы итальянских технических терминов, что приводило их в противоречие с итальянской схоластикой XIII века. Ряд словарей был составлен еврейскими учёными, входившими в круг общения выдающегося итальянского мыслителя Джованни Пико делла Мирандола. Средневековый иврит также использовался в качестве средства общения между евреями из разных стран, особенно в международной торговле.
Большое количество документов на средневековом иврите сохранилось в каирской генизе, крупнейшем архиве средневекового еврейства, сохранившемся в генизе синагоги города Фустат (ныне — в городской черте Каира). Библиотека Манчестерского университета, в распоряжении которого находятся 11 000 документов каирской генизы, в настоящее время реализует проект их перевода в электронную форму и создания интернет-библиотеки каирской генизы.